# Rebecca Koerner
Rebecca Eva Koerner (Herlev, 22 september 2000) is een Deens wielrenster die sinds 2022 rijdt voor Uno-X Pro Cycling Team. Voordat ze overstapte naar het wielrennen is ze meerdere keren Deens kampioen schoonspringen geworden.

## Schoonspringen
In 2008 begon Rebecca Koerner met schoonspringen en in augustus 2011 trad ze toe tot het wedstrijdteam van Farum Familie Svøm. Het jaar daarop werd ze in het voorjaar een vast onderdeel van de selectie van het nationale team. Vanaf 2015 was ze lid van Lyngby Udsprings Klub uit 2002. Door een rugblessure stopte Koerner in 2019 als actieve schoonspringster.

### Verdiensten
- Deens kampioen van het jaar: toren – 2012, 2013, 2016, 2017, 2018
- Deens kampioen toren: 2016, 2017, 2018
- Deens junior kampioen: 3 meterplank – 2013, 2016, 2017
- Deens junior kampioen: 1 meterplank – 2017
- Deens kampioen: 3 meterplank – 2017
- Deens kampioen van het jaar: 3 meterplank – 2012, 2014, 2016, 2017
- Deens kampioen van het jaar: 1 meterplank – 2012, 2014, 2016, 2017, 2018

## Wielrennen op de weg

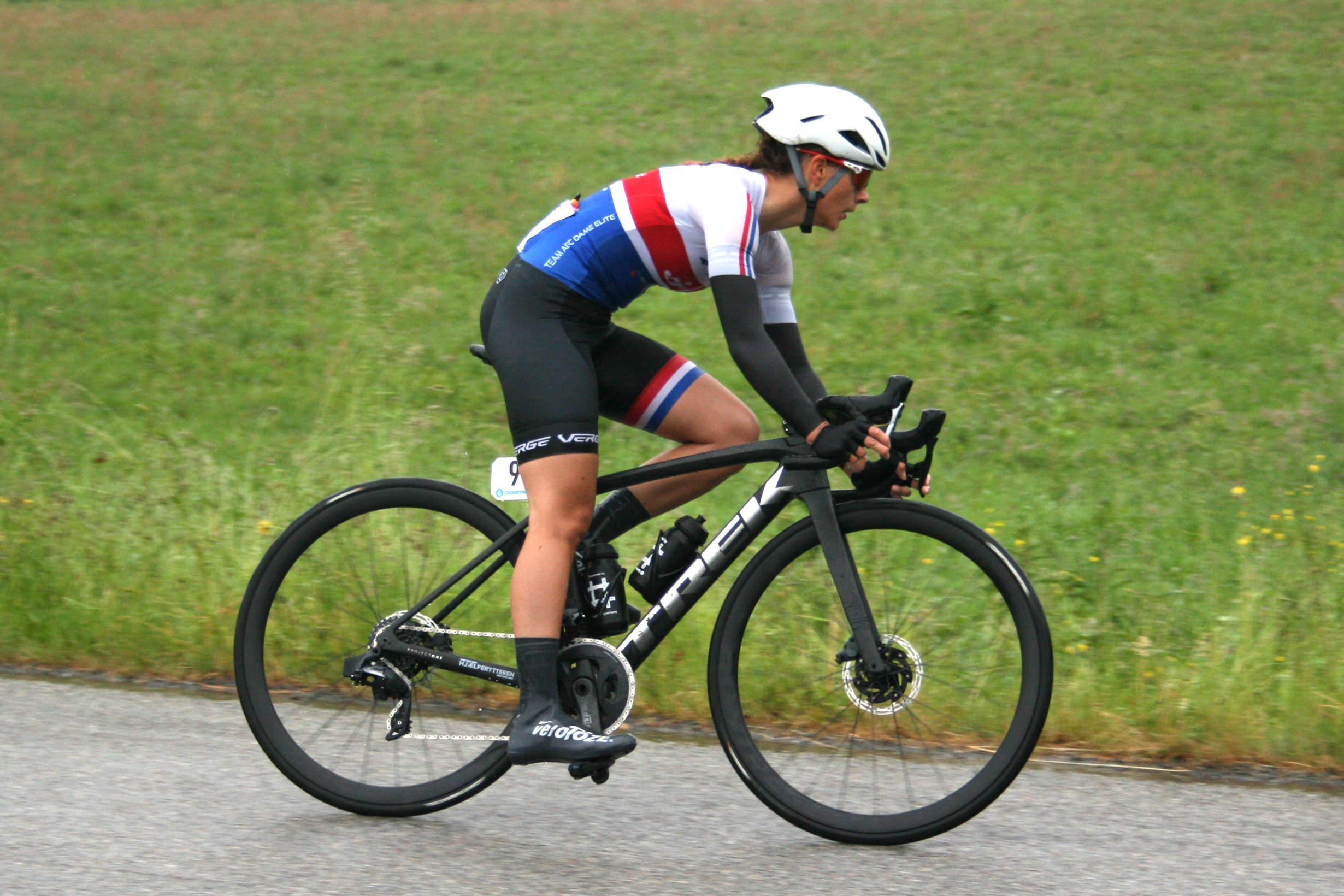
Rebecca Koerner tijdens de wegrace op de Deense kampioenschappen wegwielrennen 2021 in het tenue van Team ABC Dame Elites.

Nadat Koerner in 2019 stopte met schoonspringen, begon ze in de herfst van hetzelfde jaar met wielrennen op de weg bij Arbejdernes Bicykle Club (ABC). In 2020 reed ze haar eerste race als B-rijder toen ze deelnam aan de Randers Bike Week. Kort daarna schoof ze door naar de A-rang. Bij de Deense kampioenschappen tijdrijden 2020 eindigde ze op de 5e plaats, iets meer dan twee minuten achter de winnares Amalie Dideriksen. In oktober van hetzelfde jaar werd Rebecca Koerner overall winnaar van de nieuw opgerichte DCU Ladies Cup.
In augustus 2021 werd bekend gemaakt dat Koerner vanaf begin 2022 een contract voor twee jaar had getekend bij het nieuw opgerichte Noorse Women's World Tour-team Uno-X.
Het WK wielrennen op de weg in september 2021 was de eerste keer dat Koerner deelnam aan een wereldkampioenschap wielrennen. Hier nam ze zowel deel aan de tijdrit als aan de wegrace.
In juni 2023 werd Koerner Deens kampioen bij de elite vrouwen in de wegrace, als opvolgster van Cecilie Uttrup Ludwig.

### Palmares
2023
 Deens kampioene op de weg, elite
2024
Bergklassement RideLondon Classic
 Deens kampioene op de weg, elite
2025
 Deens kampioene tijdrijden, elite

#### Resultaten in voornaamste wedstrijden
| Jaar | Ronde van Italië | Ronde van Frankrijk | Ronde van Spanje |
| ---- | ---------------- | ------------------- | ---------------- |
| 2021 |                  |                     |                  |
| 2022 |                  |                     |                  |
| 2023 |                  |                     |                  |
| 2024 | 94e              |                     |                  |
| 2025 | 108e             | opgave              |                  |

| Jaar | Gent-Wevelgem | Ronde van Vlaanderen | Parijs-Roubaix | Strade Bianche |  | WK op de weg |
| ---- | ------------- | -------------------- | -------------- | -------------- |  | ------------ |
| 2021 |               |                      |                |                |  | opgave       |
| 2022 | 90e           |                      |                | 9e             |  | opgave       |
| 2023 | opgave        |                      |                |                |  |              |
| 2024 | 52e           |                      | 96e            | opgave         |  | 76e          |
| 2025 | opgave        | opgave               |                |                |  |              |

### Ploegen
- 2022 ―  Uno-X
- 2023 ―  Uno-X
- 2024 ―  Uno-X Mobility
- 2025 ―  Uno-X Mobility

Ahtosalo · Andersen  · Barker  · Barnes  · Koerner  · Leth  · Lowden  · Ludwig  · Lutro  · Olausson  · Bjørndal Ottestad · Ysland
Ahtosalo · Andersen · Barker · Barnes · Confalonieri · Dideriksen · Berg Edseth · Koerner · Koster · Leth · Lowden · Ludwig · Lutro · Olausson · Bjørndal Ottestad · Ysland
Aalerud · Ahtosalo · Andersen · Anderson · Barker · Beekhuis · Berg Edseth · Boilard · Confalonieri · Dideriksen · Koerner · Koster · Leth · Lowden · Olausson · Bjørndal Ottestad · Ysland
Aalerud · Aasebø · Ahtosalo · Andersen · Anderson · Barker · Beekhuis · Berg Edseth · Boilard · Confalonieri · Gåskjenn · Gjertsen · Greve · Koerner · Koster · Bjørndal Ottestad · Ysland · Zanetti